# Ani Zonneveld
Ani Zonneveld (Kuala Lumpur, 1962) è una cantante, compositrice, attivista e scrittrice malese naturalizzata statunitense che vive a Los Angeles.
Ha autoprodotto album tra cui Ummah Wake-Up, One, Islamic Hymns: Celebration of Life, e prodotto per altri artisti. Ha inoltre partecipato alla composizione di canzoni vincitrici di Grammy. È stata la prima donna malese ad aver vinto un Grammy.
È la presidente e la fondatrice del Muslims for Progressive Values (MPV), un'organizzazione no-profit negli Stati Uniti con affiliati in Canada, Europa, Cile, Australia e Malesia, che crea delle comunità solidali che accolgono e supportano matrimoni interreligiosi, matrimoni gay, minoranze di genere e orientamento sessuale, come pure le minoranze confessionali.
Ani Zonneveld è stata l'editrice, insieme a Vanessa Karam e Olivia Samad, di Progressive Muslim Identities: Personal stories from U.S. and Canada, un'antologia del 2011 che include diversi gruppi di musulmani progressisti, con la prefazione di Aasif Mandvi, pubblicata negli Stati Uniti dalla Oracle Releasing.

## Biografia
Ani Zonnenveld nasce a Kuala Lumpur, Malaysia, dove trascorre la sua infanzia con i suoi 5 fratelli e sorelle. Si trasferisce presto in Germania, Egitto e India come figlia dell'ambasciatore malese in quei paesi. Sua madre era casalinga. Nel 1981 si trasferisce negli Stati Uniti dove studia economia e scienze politiche. Dopo il college, si stabilisce a Los Angeles per intraprendere la carriera di musicista.

## Musica e attivismo
Come musicista, compositrice e produttrice, Ani Zonnenveld ha avuto una carriera movimentata. Dal 1991 al 1994 ha prodotto diverse canzoni pop per i primi album della cantante Ziana Zain. Ha anche composto tracce pop per Fauziah Latiff, Aishah e la boy-band Kool in Malesia. Ha poi collaborato con Siti Nurhaliza, vincendo diversi premi della Anugerah Industri Muzik (AIM), organizzazione che si occupa della premiazione della migliore musica in Malesia, incluso, per due volte, il premio come migliore album dell'anno, rispettivamente con Aduwarna (1998) e Emas (2003), album pop di Siti. È stata tre volte finalista di Anugerah Juara Lagu, una competizione musicale locale, attraverso la sua collaborazione con i Kool (nel 1997 per Cemburu e nel 1998 per Satu Arah) e con Siti (nel 2003, Ku Milikmu).
A Hollywood ha guadagnato una nomination ai Grammy per la sua collaborazione con Keb Mo', diventando la prima malese ad essere stata nominata e a vincere un premio così prestigioso. 
Dopo l'attacco dell'11 settembre negli Stati Uniti, l'identità musulmana di Zonneveld è diventata una parte preminente della sua identità, portandola a scrivere e a produrre musica su tematiche spirituali, incluso un album intitolato Ummah Wake-Up, nel quale canta la lode dell'Islam incoraggiando i musulmani a insorgere per cause progressiste, e ha iniziato a esibirsi in vari eventi interreligiosi con l'intento di accrescere la consapevolezza dell'Islam come religione di pace.
Alcuni anni dopo, Zonneveld si unisce ad altri musulmani di stampo progressista come membro del consiglio del Progressive Muslim Union of North America (PMU), fondato il 15 novembre 2004 a New York. Prima di sciogliersi nel 2006, il gruppo ha suscitato molte polemiche quando nel 2005 ha supportato una donna imam New York, provocando un tumulto generale.
Nel luglio 2007, al Sarah Lawrence college di New York, Ani Zonneveld è a capo della fondazione del Muslims for Progressive Values (MPV). Dalla sua fondazione, Zonneveld ha presieduto l'espansione dell'MPV in diverse tappe attraverso Stati Uniti, Canada, Cile, Francia, Germania, Australia e Malesia, e si è assicurata un ruolo consultivo all'ONU. 
Tra i suoi successi è incluso Literary Zikr, un progetto che traduce opere accademiche in linguaggio comune, mirando a raggiungere un pubblico più ampio. Progressive Muslim Identities è un'antologia che mette in luce le lotte personali dei musulmani progressisti negli Stati Uniti e in Canada, incluse quelli delle donne nei matrimoni interreligiosi, dei musulmani LGBT e di altre minoranze.